# У Флеку
50°04′44″ пн. ш. 14°25′02″ сх. д. / 50.0788° пн. ш. 14.4172° сх. д.
«У Флеку» (чеськ. «U Fleků») — пивний ресторан Праги, що знаходиться за адресою Křemencova 11, Praha 1 біля станції метро «Národní třída» і має власну броварню, яка була побудована в XV столітті. 

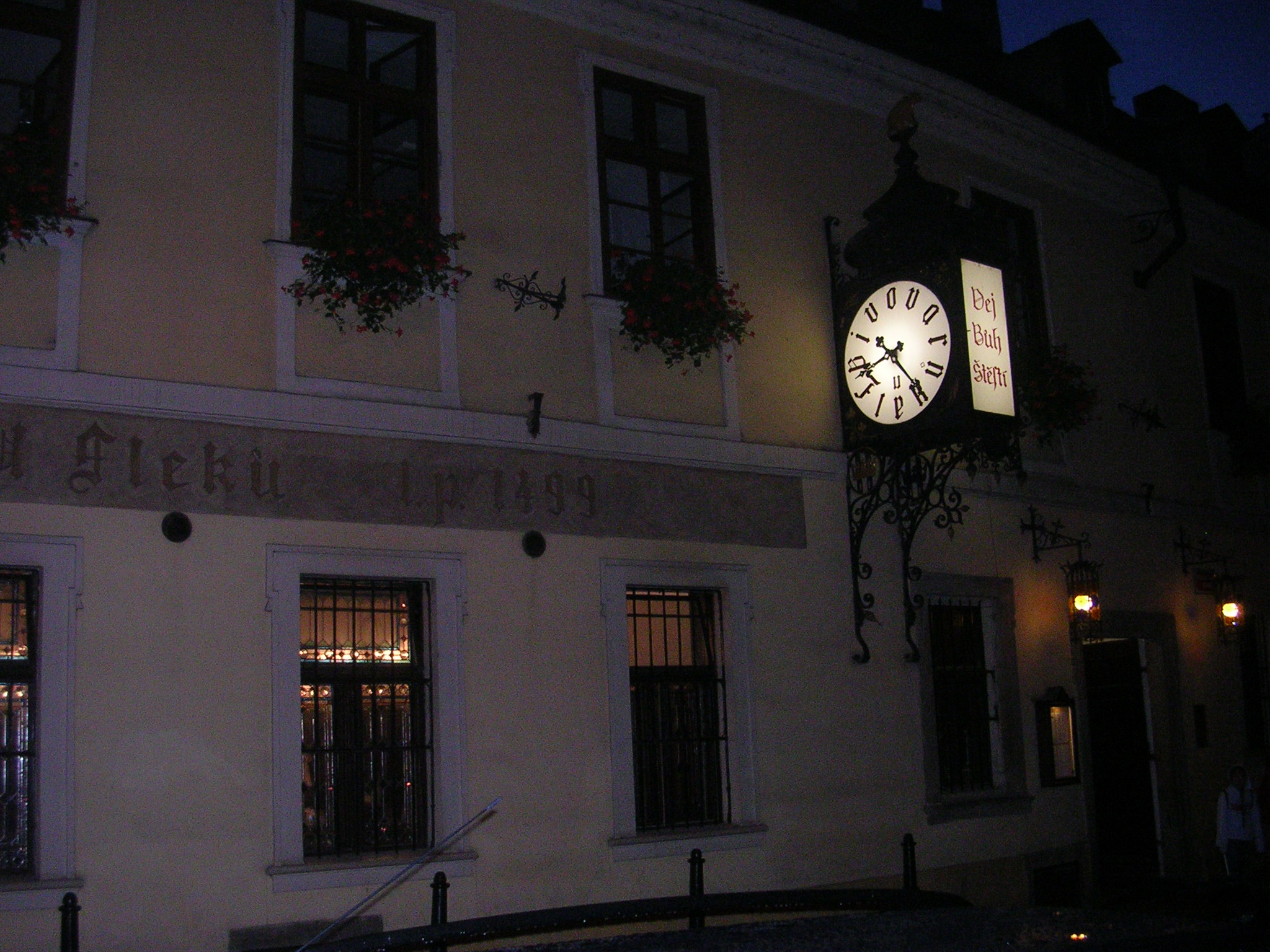
Вигляд фасаду ресторану ввечері

## Історія
Перша письмова згадка броварні «У Флеку» датується 1499 роком, коли будівлю купив солодовник Віт Скржеменець (чеськ. Vít Skřemenec). 
У 1762 році Якуб Флековський з дружиною купили броварню, яку незабаром прозвали «У Флековських», а пізніше спростили до «У Флеку». На фасаді старовинної будівлі унікальні годинники, у яких на циферблаті замість цифр написані слова — Pivovar і Fleku. 
За комуністів пивоварню було націоналізовано, а після падіння комуністичного режиму в 1991 році спочатку ресторан, а згодом і броварню було повернуто колишнім власникам — родині Бртник (чеськ. Brtník).
Попри поважний вік, Флековскій пивзавод чи не найменший в Чехії. Сьогодні тут роблять густе темне пиво зі смаком карамелі. Господарі стверджують, що їхнє пиво можна перевозити і якийсь час зберігати без особливої втрати якості й смаку. 
Ресторан складається з веранди й стильно оформлених залів — «Старочеського», «Великого», «Чемодану», «Ліверної ковбаски» та інших, всього на 1200 посадкових місць. Відкритий внутрішній двір-сад має ще близько тисячі місць. Влітку там грає духовий оркестр.